# Arlequinus krebsi
Arlequinus krebsi är en groddjursart som först beskrevs av Mertens 1938.  Arlequinus krebsi ingår i släktet Arlequinus och familjen gräsgrodor. IUCN kategoriserar arten globalt som starkt hotad. Inga underarter finns listade i Catalogue of Life.